# Trojden Ier de Czersk
Trojden Ier de Czersk (en polonais Trojden I) (v.1285 – 13 mars 1341), de la dynastie des Piasts, est duc de Czersk (à partir de 1310). En 1313, son duché s’agrandit des régions de Varsovie et de Liw. De 1336 à 1340, il est aussi régent du duché de Płock.
Trojden Ier de Czersk est le second fils de Boleslas II de Mazovie et de sa première épouse, Sophie, la fille du grand-duc Treniota de Lituanie.

## Biographie

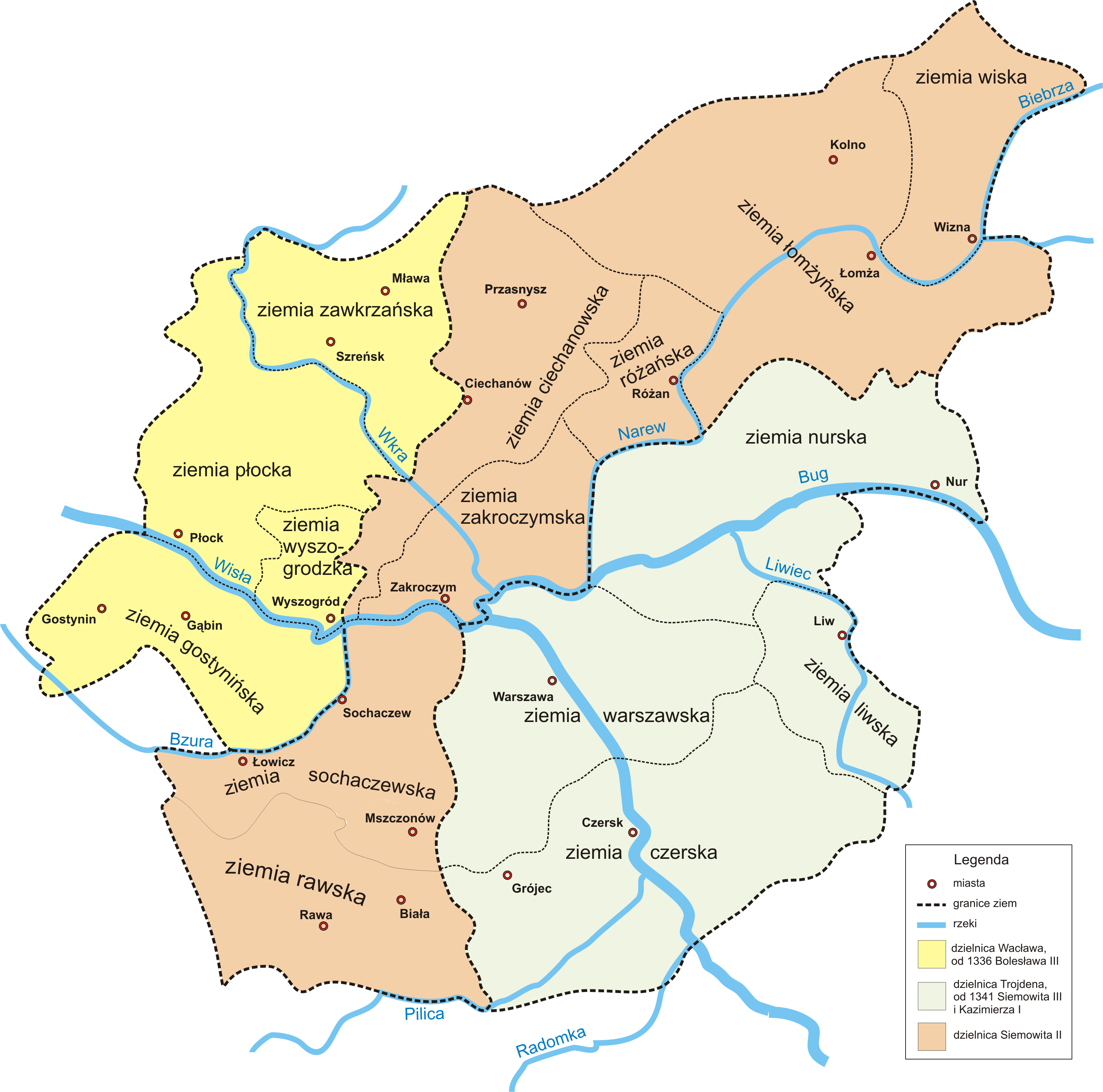
Divisions de la Mazovie
(1313-1345)

En 1310, encore du vivant de son père, Trojden reçoit la petite région de Czersk. Lorsque son père décède en 1313, il hérite des régions de Varsovie et de Liw qui viennent s’ajouter à son duché, ce qui permet à Trojden de régner sur toute la Mazovie orientale.
Au début, Trojden entretient d’excellentes relations avec Ladislas Ier le Bref, le souverain de Pologne. Grâce à son intervention, vers 1310, il épouse Marie, la fille de Georges Ier, le souverain de la Rus' de Halych-Volodymyr. Lorsque la dynastie issue de Roman de Halicz s’éteint en 1323, à la suite de la mort des deux héritiers du trône qui affrontaient les Tatars, Ladislas soutient avec succès Boleslas, le fils de Trojden, qui s’empare du trône et prend le nom de Georges II (Jerzy II) pour diriger ce pays orthodoxe.
La politique agressive menée par Ladislas le Bref pour réunifier les territoires polonais menace la Mazovie. Le 2 janvier 1326, à Brodnica, les ducs mazoviens (Trojden Ier de Czersk, Siemovit II de Rawa et Wacław de Płock) concluent un accord avec les Chevaliers teutoniques, ce qui conduit à un conflit de courte durée avec la Pologne et son allié lituanien.
Les années qui suivent, Trojden et ses frères louvoient entre la Pologne et l’Ordre teutonique. Ainsi en 1329, ils soutiennent militairement Ladislas le Bref, alors qu’en 1334, ils s’allient aux Teutoniques. En 1339, Trojden se tourne à nouveau vers la Pologne, dirigée alors par Casimir III le Grand. Le rôle d’État tampon joué par la Mazovie apparaît clairement quand le procès opposant les Teutoniques aux Polonais sur leurs différends frontaliers se déroule à Varsovie. Pour des motifs qui nous sont inconnus, aucun duc mazovien ne témoigne lors de ce procès.
En 1340, son fils aîné Boleslas (alias Georges II) est assassiné par ses sujets. Trojden renonce à son droit à succéder à son fils en échange d’une grosse somme d’argent que lui verse Casimir III le Grand. Trojden Ier de Czersk meurt le 13 mars 1341 et est inhumé dans l’église des Dominicains de Warka.

## Union et postérité
De son mariage vers 1310 avec Marie de Galicie (en), il a eu trois fils et une fille
- Boleslas-Georges ;
- Siemovit III ;
- Casimir Ier ;
- Euphémie, qui a épousé Casimir Ier de Cieszyn en 1321).

## Source
- (de) Europäische Stammtafeln Vittorio Klostermann, Gmbh, Francfort-sur-le-Main, 2004  (ISBN 3465032926), Die Fürsten (Herzoge) von Masowien 1262-1526 des Stammes der Piasten Volume III Tafel 123.